# Épisodes de Camelot
Cet article présente la liste des épisodes de la série télévisée canado-irlandaise Camelot.

## Généralités
- La série compte une unique saison de dix épisodes. Elle a été diffusée du 25 février 2011 au 10 juin 2011 sur Starz.
- La série a été diffusée simultanément aux États-Unis, au Royaume-Uni et en Irlande respectivement sur Starz, Channel 4 et RTÉ.

## Synopsis
Après la mort subite du roi Uther, le chaos menace d'engloutir la Grande-Bretagne. Quand le sorcier Merlin a des visions d'un avenir sombre, il initie le jeune et impétueux Arthur, fils caché d'Uther et héritier, qui a été élevé depuis sa naissance comme un roturier. Morgane, la demi-sœur d'Arthur, froide et ambitieuse, va le combattre jusqu'au bout, en appelant les forces contre nature pour revendiquer la couronne dans cette bataille épique pour le pouvoir. Face à des décisions morales profondes, et le défi d'unir un royaume brisé par la guerre et ancré dans la tromperie, Arthur sera testé au-delà de l'imagination.

## Distribution

### Acteurs principaux
- Jamie Campbell Bower (VF : Yoann Sover ; VQ : Éric Paulhus) : le roi Arthur
- Joseph Fiennes (VF : Constantin Pappas ; VQ : Frédéric Desager) : Merlin
- Eva Green (VF : Marie-Laure Dougnac ; VQ : Marika Lhoumeau) : Morgane
- Tamsin Egerton (VQ : Rachel Graton) : Guenièvre
- Claire Forlani (VQ : Mélanie Laberge) : Ygraine
- Peter Mooney (VF : Stéphane Pouplard ; VQ : Alexandre Fortin) : Kay
- Clive Standen (VQ : Frédéric Paquet) : Gauvain
- Philip Winchester (VQ : François Trudel) : Leontes

### Acteurs secondaires
- James Purefoy (VF : Joël Zaffarano) : le roi Lot d'Orcanie
- Diarmaid Murtagh (VQ : Maxime Allard) : Brastias
- Sinéad Cusack (VQ : Danièle Panneton) : Sybille
- Lara Jean Chorostecki (VQ : Kim Jalabert) : Bridget
- Chipo Chung (VQ : Rosalie Julien) : Vivian
- Jamie Downey : Ulfius
- Daragh O'Malley : Léodagan
- Sean Pertwee : Ector
- Sebastian Koch : Uther
- Sebastian Spence : Sire Lucan
- Tyler Kennington : Albion
- Colin Maher : Duc de Cornouailles

## Liste des épisodes

### Épisode 1:Retour au pays
- États-Unis /  Royaume-Uni /  Irlande : 25 février 2011 sur Starz / Channel 4 / RTÉ
- Canada : 13 septembre 2011 sur CBC[1]
- Québec : 19 octobre 2011 sur AddikTV
- France : 9 janvier 2012 sur Canal+[2],[3]

### Épisode 2:Le Glaive et la Couronne
- États-Unis /  Royaume-Uni /  Irlande : 1er avril 2011 sur Starz / Channel 4 / RTÉ
- Canada : 20 septembre 2011 sur CBC
- Québec : 26 octobre 2011 sur AddikTV
- France : 9 janvier 2012 sur Canal+[3]

- États-Unis : 1,125 million de téléspectateurs[5] (première diffusion)
- Canada : 672 000 téléspectateurs[6] (première diffusion)

### Épisode 3:Guenièvre
- États-Unis /  Royaume-Uni /  Irlande : 8 avril 2011 sur Starz / Channel 4 / RTÉ
- Canada : 28 septembre 2011 sur CBC[6]
- Québec : 2 novembre 2011 sur AddikTV
- France : 16 janvier 2012 sur Canal+[3]

### Épisode 4:La Dame du lac
- États-Unis /  Royaume-Uni /  Irlande : 15 avril 2011 sur Starz / Channel 4 / RTÉ
- Québec : 9 novembre 2011 sur AddikTV
- France : 16 janvier 2012 sur Canal+[3]

### Épisode 5:Justice
- États-Unis /  Royaume-Uni /  Irlande : 29 avril 2011 sur Starz / Channel 4 / RTÉ
- Québec : 16 novembre 2011 sur AddikTV
- France : 23 janvier 2012 sur Canal+[3]

### Épisode 6:Sur la route
- États-Unis /  Royaume-Uni /  Irlande : 6 mai 2011 sur Starz / Channel 4 / RTÉ
- Québec : 23 novembre 2011 sur AddikTV
- France : 23 janvier 2012 sur Canal+[3]

### Épisode 7:Piège nocturne
- États-Unis /  Royaume-Uni /  Irlande : 13 mai 2011 sur Starz / Channel 4 / RTÉ
- Québec : 30 novembre 2011 sur AddikTV
- France : 30 janvier 2012 sur Canal+[3]

### Épisode 8:Ygraine
- États-Unis /  Royaume-Uni /  Irlande : 20 mai 2011 sur Starz / Channel 4 / RTÉ
- Québec : 30 novembre 2011 sur AddikTV
- France : 30 janvier 2012 sur Canal+[3]

### Épisode 9:La Bataille du col de Bardon
- États-Unis /  Royaume-Uni /  Irlande : 3 juin 2011 sur Starz / Channel 4 / RTÉ
- Québec : 7 décembre 2011 sur AddikTV
- France : 6 février 2012 sur Canal+[3]

### Épisode 10:Adieux
- États-Unis /  Royaume-Uni /  Irlande : 10 juin 2011 sur Starz / Channel 4 / RTÉ
- Canada : 16 novembre 2011 sur CBC[12]
- Québec : 7 décembre 2011 sur AddikTV
- France : 6 février 2012 sur Canal+[3]